# هجوم راينلاند
كان هجوم راينلاند سلسلة من العمليات الهجومية المتحالفة من قبل مجموعة الجيش الواحد والعشرين بقيادة برنارد مونتجومري من 8 فبراير 1945 إلى 25 مارس 1945، في نهاية الحرب العالمية الثانية. كانت العمليات تهدف إلى احتلال راينلاند وتأمين مرور فوق نهر الراين. كان ذلك جزءً من إستراتيجية «الجبهة العريضة» للجنرال دوايت أيزنهاور لاحتلال الضفة الغربية بالكامل من نهر الراين قبل عبوره. شمل هجوم راينلاند العملية حقيقية، وعملية القنبلة اليدوية، وعملية القنبلة، وعملية النهب وعملية فارسيتي.

## روابط خارجية
- بداية هجوم راينلاند ، legionmagazine.com